# Мюзле

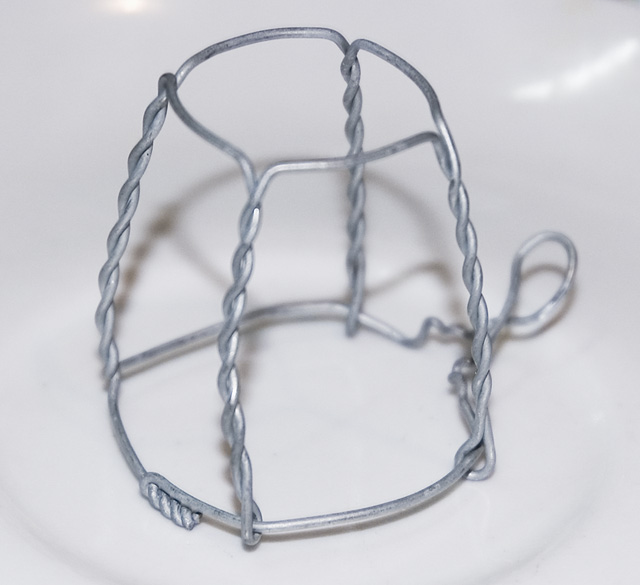
Мюзле

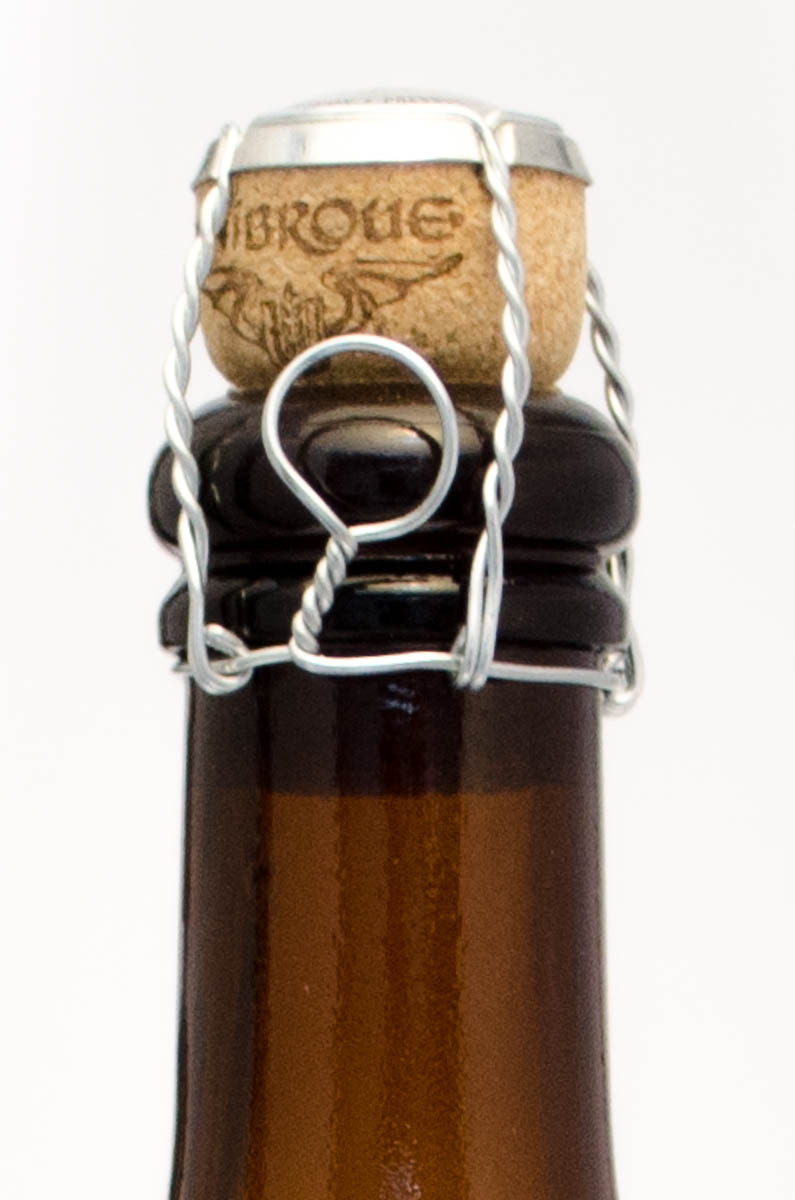
Пробка, плакетка и мюзле

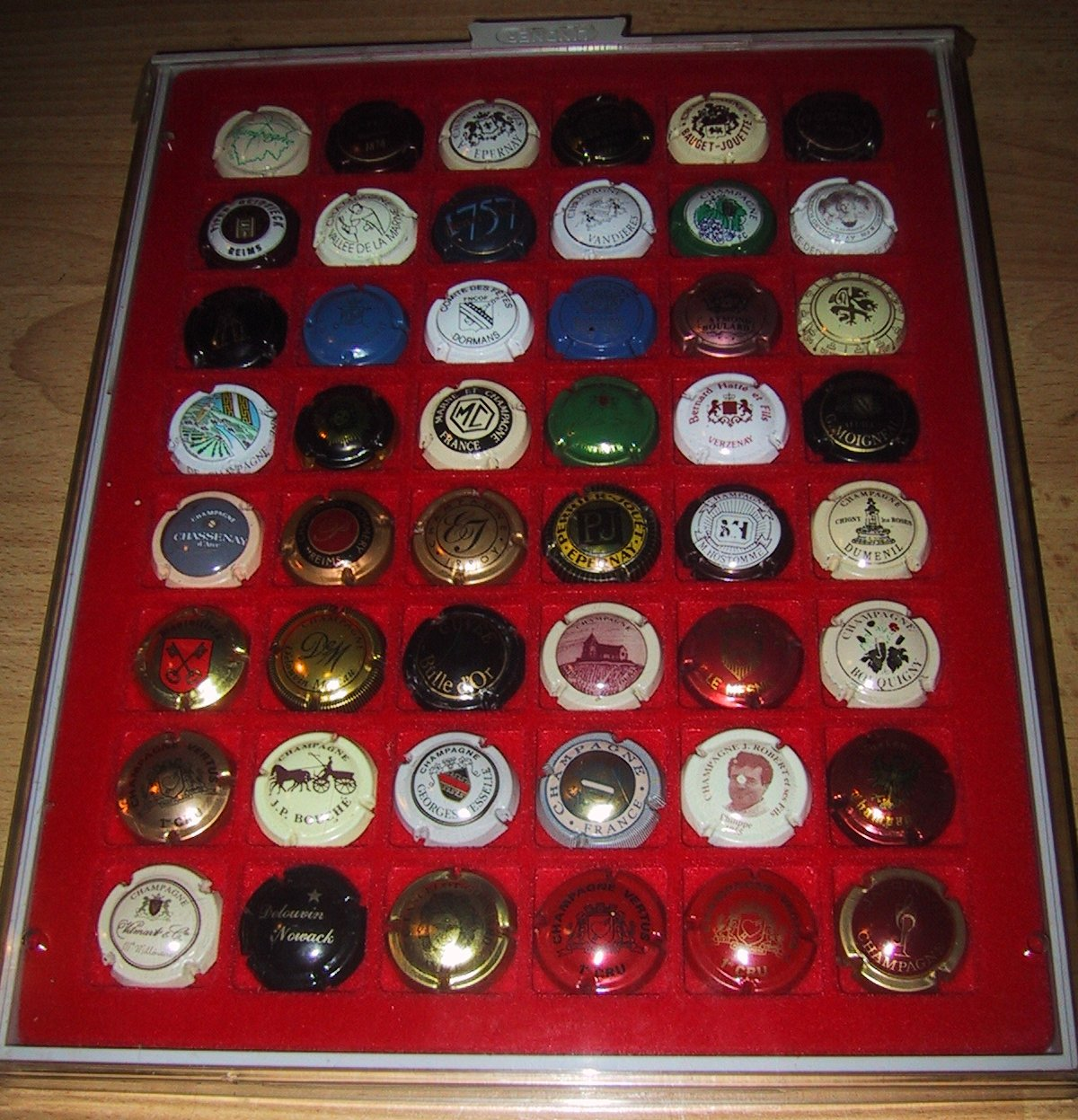
Коллекция шампанских плакеток

Мюзле́ (фр. muselet ← museler «надевать намордник») — проволочная уздечка, удерживающая пробку, которой закупоривают бутылки с игристыми и шипучими винами.
Для предотвращения самопроизвольного «вылета» (под давлением газа) пробки, закупоривающей бутылку шампанского и любых игристых вин, на пробку надевают мюзле — специальную проволочную уздечку, фиксирующую её в горлышке бутылки. Мюзле изготавливается из стальной низкоуглеродистой оцинкованной или эмалированной проволоки толщиной 0,7−1,0 мм и длиной 52−60 см. Мюзле надевают на пробку и закрепляют под венчиком горлышка бутылки полумеханизированные машины, полуавтоматы или автоматы. Иногда для лучшего закрепления на пробку перед надеванием мюзле  дополнительно накладывают жестяной колпачок, своего рода металлическую крышечку, — плакетку.

## История
Существует легенда, что впервые мюзле было изготовлено из проволоки, которую выдернула из своего старого корсажа мадам Клико, чтобы закрутить пробку своего сорта шампанского «Вдова Клико». Вероятнее всего, это миф, поскольку изначально мюзле делались из верёвки. Патент на изобретение мюзле из проволоки в 1844 году получил Адольф Жаксон.

## Мюзле сегодня
В настоящее время длина проволоки мюзле может колебаться от 50 до 60 см в зависимости от технологии изготовления. Причём в отдельных случаях могут использоваться и два отрезка проволоки разной длины: один, около 40 см, образует охватывающую пробку «короновидную» часть, а другой, около 20 см, охватывает горлышко бутылки, формируя закрутку. Чтобы снять мюзле, достаточно шести полуоборотов проволоки.
Современные мюзле изготавливаются механическим способом. Они стали более персонифицированными: на жестяной колпачок (плакетку) наносятся логотип и наименование изготовителя. Плакетки могут в зависимости от производителя различаться по цвету и размеру. Это разнообразие дало толчок к развитию их коллекционирования. Выпускаются специальные каталоги.
Использование мюзле для изготовления объёмных миниатюрных объектов сложной формы — мюзлемания.